# 기준 선생 묘
기준 선생 묘는 경기도 고양시 덕양구 성사동에 있다. 1986년 6월 16일 고양시의 향토문화재 제17호로 지정되었다.

## 개요
고양팔현의 한분인 복재 기준선생의 묘소이다. 다양한 시대의 석물이 배치되어 있다.